# Compuesto químico
Un compuesto químico es una sustancia formada por la combinación química de dos o más elementos de la tabla periódica. Los compuestos son representados por una fórmula química. Por ejemplo, el agua (H2O) está constituida por dos átomos de hidrógeno y uno de oxígeno. Los elementos de un compuesto no se pueden dividir ni separar por procesos físicos (decantación, filtración, destilación), sino solo mediante procesos químicos.  
Los compuestos están formados por moléculas o iones con enlaces estables que no obedece a una selección humana arbitraria. Por lo tanto, no son mezclas  o aleaciones como el bronce o el chocolate. Un elemento químico unido a un elemento químico idéntico no es un compuesto químico, ya que solo está involucrado un elemento, no dos elementos diferentes.
Hay cuatro tipos de compuestos, dependiendo de cómo se mantienen unidos los átomos constituyentes:
- Moléculas unidas por enlaces covalentes.
- Compuestos iónicos unidos por enlaces iónicos.
- Compuestos intermetálicos unidos por enlaces metálicos.
- Ciertos complejos que se mantienen unidos por enlaces covalentes coordinados.

Muchos compuestos químicos tienen un identificador numérico único asignado por el Chemical Abstracts Service (CAS): su número CAS.

## Fórmula
En química inorgánica los compuestos se representan mediante fórmulas químicas.  Una fórmula química es una forma de expresar información sobre las proporciones de los átomos que constituyen un compuesto químico en particular, utilizando las abreviaturas normalizadas de los elementos químicos y subíndices para indicar el número de átomos involucrados. Por ejemplo, el agua se compone de dos átomos de hidrógeno unidos a uno de oxígeno átomo: la fórmula química es H2O. En el caso de compuestos no estequiométricos, las proporciones pueden ser reproducibles con respecto a su preparación y dar proporciones fijas de sus elementos componentes, pero proporciones que no son integrales [por ejemplo, para el hidruro de paladio, PdH x (0.02 <x <0.58 )].
El orden de los elementos en la fórmula de los compuestos inorgánicos comienza por la izquierda con el elemento menos electronegativo, hasta la derecha con el más electronegativo. Por ejemplo en el NaCl, el cloro que es más electronegativo que el sodio va en la parte derecha. Para los compuestos orgánicos existen otras varias reglas y se utilizan fórmulas esqueletales o semidesarrolladas para su representación.

## Definiciones
Cualquier sustancia que consista en dos o más tipos diferentes de átomos (elementos químicos) en una proporción estequiométrica fija puede denominarse compuesto químico. El concepto se entiende mejor cuando se consideran sustancias químicas puras.  De la composición de proporciones fijas de dos o más tipos de átomos se desprende que los compuestos químicos se pueden convertir, mediante una reacción química, en compuestos o sustancias, cada uno con menos átomos.
Los compuestos químicos tienen una estructura química única y definida que se mantiene unida en una disposición espacial concebida por enlaces químicos. Los compuestos químicos pueden ser compuestos moleculares, mantenidos juntos por enlaces covalentes, sales mantenidas entre sí por enlaces iónicos, compuestos intermetálicos mantenidos juntos por enlaces metálicos, o el subconjunto de complejos químicos que se mantienen unidos por enlaces covalentes coordinados . Los elementos químicos puros generalmente no se consideran compuestos químicos, ya que no cumplen con el requisito de dos o más átomos, aunque a menudo consisten en moléculas compuestas de múltiples átomos (como en la molécula diatómica H2, o la molécula poliatómica S8, etc.) Muchos compuestos químicos tienen un identificador numérico único asignado por el Chemical Abstracts Service (CAS): su número CAS.
Hay nomenclatura variable y a veces inconsistente para diferenciar sustancias, que incluyen ejemplos verdaderamente no estequiométricos de los compuestos químicos, que requieren que las proporciones sean fijas. Muchas sustancias químicas sólidas, por ejemplo muchos minerales de silicato, no tienen fórmulas simples que reflejen el enlace químico de los elementos entre sí en proporciones fijas; aun así, estas sustancias cristalinas a menudo se denominan "compuestos no estequiométricos". Se puede argumentar que están relacionados con dichos productos, en lugar de ser compuestos químicos propiamente dichos, en la medida en que la variabilidad en sus composiciones a menudo se debe a la presencia de elementos extraños atrapados dentro de la estructura cristalina de un compuesto químico verdadero, o debido a perturbaciones en su estructura en relación con el compuesto conocido que surge debido a un exceso o déficit de los elementos constituyentes en lugares de su estructura; tales sustancias no estequiométricas forman la mayor parte de la corteza y el manto de la Tierra. Otros compuestos considerados químicamente idénticos pueden tener cantidades variables de isótopos pesados o ligeros de los elementos constituyentes, lo que cambia ligeramente la proporción en masa de los elementos.

## Clasificación
Se pueden clasificar de acuerdo al tipo de enlace químico o a su composición. Atendiendo al tipo de enlace químico, se pueden dividir en:
- Moléculas
- Compuestos iónicos
- Compuestos intermetálicos
- Complejos

Por su composición, se pueden dividir en dos grandes grupos:
1. Compuestos inorgánicos:[14]
  - Óxidos básicos. También llamados óxidos metálicos, que están formados por un metal y oxígeno. Ejemplos: el óxido plúmbico, óxido de litio.
  - Óxidos ácidos. También llamados óxidos no metálicos, formados por un no metal y oxígeno. Ejemplos: óxido hipocloroso, óxido selenioso.
  - Hidruros, que pueden ser tanto metálicos como no metálicos. Están compuestos por un elemento e hidrógeno. Ejemplos: hidruro de aluminio, hidruro de sodio.
  - Hidrácidos, son hidruros no metálicos que, cuando se disuelven en agua, adquieren carácter ácido. Por ejemplo, el ácido yodhídrico.
  - Hidróxidos, compuestos formados por la reacción entre un óxido básico y el agua, que se caracterizan por presentar el grupo hidroxilo (OH). Por ejemplo, el hidróxido de sodio, o sosa cáustica.
  - Oxácidos, compuestos obtenidos por la reacción de un óxido ácido y agua. Sus moléculas están formadas por hidrógeno, un no metal y oxígeno. Por ejemplo, ácido clórico.
  - Sales binarias, compuestos formados por un hidrácido más un hidróxido. Por ejemplo, el cloruro de sodio.
  - Oxisales, formadas por la reacción de un oxácido y un hidróxido, como por ejemplo el hipoclorito de sodio.
2. Compuestos orgánicos:[15]
  - Compuestos alifáticos, son compuestos orgánicos constituidos por carbono e hidrógeno cuyo carácter no es aromático.
  - Compuestos aromáticos, es un compuesto orgánico cíclico conjugado que posee una mayor estabilidad debido a la deslocalización electrónica en enlaces π.
  - Compuestos heterocíclicos, son compuestos orgánicos cíclicos en los que al menos uno de los componentes del ciclo es de un elemento diferente al carbono.[16]
  - Compuestos organometálicos, es un compuesto en el que los átomos de carbono forman enlaces covalentes, es decir, comparten electrones, con un átomo metálico.
  - Polímeros, son macromoléculas formadas por la unión de moléculas más pequeñas llamadas monómeros.

### Moléculas
Una molécula es un grupo eléctricamente neutro de dos o más átomos unidos por enlaces químicos. Una molécula puede ser homonuclear, es decir, estar formada por átomos de un mismo elemento químico, como ocurre con dos átomos en la molécula de oxígeno (O2); o puede ser heteronuclear, es decir, un compuesto químico compuesto por más de un elemento, como el agua (dos átomos de hidrógeno y un átomo de oxígeno; H2O). Los átomos y complejos unidos por enlaces no covalentes como los enlaces de hidrógeno no se suelen considerar como moléculas individuales.

### Compuestos iónicos
Un compuesto iónico es un compuesto químico compuesto de anion que se mantienen unidos por fuerzas electrostáticas denominadas enlace iónico. El compuesto es neutro en general, pero consta de iones cargados positivamente llamados cationes y iones cargados negativamente llamados aniones. Estos pueden ser iones simples como el sodio(Na+) y el cloruro (Cl−) en el cloruro de sodio, o especies poliatómicas como el amonio (NH+
4) y carbonato (CO2−
3) en el carbonato de amonio. Los iones individuales dentro de un compuesto iónico generalmente tienen múltiples vecinos más cercanos, por lo que no se consideran parte de moléculas, sino parte de una red tridimensional continua, generalmente en una estructura cristalina.
Los compuestos iónicos que contienen iones básicos hidróxido (OH−) u óxido(O2−) se clasifican como bases. Los compuestos iónicos sin estos iones también se conocen como sales y pueden formarse mediante reacciones ácido-base. Los compuestos iónicos también se pueden producir a partir de sus iones constituyentes por evaporación de su disolvente, precipitación, congelación, una reacción en estado sólido o la reacción de transferencia de electrones de metales reactivos con no metales reactivos, como los gases halógenos.
Los compuestos iónicos suelen tener altos puntos de fusión y ebullición, y son duros y quebradizos. Como sólidos, casi siempre son eléctricamente aislantes, pero cuando se funden o disuelven se vuelven altamente conductores, porque se movilizan los iones.

### Compuestos intermetálicos
Un compuesto intermetálico es un tipo de aleación metálica que forma un compuesto de estado sólido ordenado entre dos o más elementos metálicos. Los intermetálicos son generalmente duros y quebradizos, con buenas propiedades mecánicas a altas temperaturas. Se pueden clasificar como compuestos intermetálicos estequiométricos o no estequiométricos.

### Complejos químicos
Un complejo de coordinación consiste en un átomo o ion central, que generalmente es metálico y se llama centro de coordinación, y una matriz circundante de moléculas o iones unidos, que a su vez se conocen como ligandos o agentes complejantes. Muchos compuestos que contienen metales, especialmente los de metales de transición, son complejos de coordinación. Un complejo de coordinación cuyo centro es un átomo metálico se denomina complejo metálico o elemento de bloque d.

## Enlaces y fuerzas
Los compuestos se mantienen unidos por medio de diferentes tipos de enlaces y fuerzas. Las diferencias entre los tipos de enlaces de los compuestos dependen del tipo de elemento presente en el compuesto.
Las fuerzas de dispersión de London son las fuerzas más débiles entre las fuerzas intermoleculares. Son fuerzas de atracción temporales que se forman cuando los electrones en dos átomos adyacentes se colocan de manera que crean un dipolo temporal. Además, estas fuerzas son responsables de la condensación de sustancias no polares en líquidos y posterior congelación a un estado sólido dependiendo de la temperatura del ambiente.
Un enlace covalente, también conocido como enlace molecular, implica el intercambio de electrones entre dos átomos. Principalmente, este tipo de enlace se produce entre elementos que aparecen uno cerca del otro en la tabla periódica de elementos, aunque se observa entre algunos metales y no metales. Esto se debe al mecanismo de este tipo de enlace. Los elementos cercanos en la tabla periódica tienden a tener electronegatividades similares, lo que significa que tienen una afinidad similar por los electrones. Como ninguno de los elementos tiene una afinidad más fuerte para donar o ganar electrones, hace que los elementos compartan electrones de manera que ambos elementos tengan un octeto más estable.
El enlace iónico se produce cuando los electrones de valencia se transfieren completamente entre los elementos. Al contrario que el covalente, este enlace químico crea dos iones de carga opuesta. Los metales en enlaces iónicos generalmente pierden sus electrones de valencia, convirtiéndose en cationes, cargados positivamente. El no metal ganará los electrones del metal, haciendo que el no metal sea un anión, es decir, cargado negativamente. Es decir, los enlaces iónicos se producen entre un donador de electrones, generalmente un metal, y un aceptor de electrones, que tiende a ser un no metal.
El enlace de hidrógeno se produce cuando un átomo de hidrógeno unido a un átomo electronegativo forma una conexión electrostática con otro átomo electronegativo a través de dipolos o cargas que interactúan.

## Reacciones
Un compuesto se puede convertir en una composición química diferente (productos) mediante la interacción con un segundo compuesto químico (reactivos) a través de una reacción química. En este proceso, los enlaces entre los átomos se rompen en ambos compuestos que interactúan, y luego los enlaces se reforman para  obtener nuevas asociaciones entre los mismos átomos. Esquemáticamente, esta reacción podría describirse como AB + CD → AD + CB, donde A, B, C y D son cada uno átomos únicos; y AB, AD, CD y CB son cada uno compuestos ùnicos .

## Otras lecturas
- Robert Siegfried (2002), From elements to atoms: a history of chemical composition, American Philosophical Society, ISBN 978-0-87169-924-4